# مايكل وليامز (لاعب كرة قدم أمريكية)
مايكل وليامز (بالإنجليزية: Michael Williams)‏ هو لاعب كرة قدم أمريكية أمريكي، ولد في 8 سبتمبر 1990 في ريفورم في الولايات المتحدة.

## وصلات خارجية
- ميخائيل وليامز على موقع مرجع كرة القدم المحترفة.كوم (الإنجليزية)
- ميخائيل وليامز على موقع كلية كرة القدم في سبورتس رفرنس.كوم (الإنجليزية)